# TT Saint-Quentin
Actualités
Le Tennis de table saint-quentinois est un club français de tennis de table situé à Saint-Quentin. L'équipe féminine évolue en Pro A depuis la saison 2009-2010.
Le TTSQ est une association régie par la loi de 1901, fondée par Monsieur Lamovitz. C'est en 1958 que le club est créé et il propose d'abord ses activités à la caserne des CRS et à la société industrielle. En 1970, le club s'installe au Palais des Sports. Le premier poste d'éducateur sportif à Saint-Quentin est créé en 1985 et Claude Thuilliez prend les rênes de la formation des jeunes. Au début des années 2000, Loïc Havard, engagé d’abord comme joueur, devient l’entraîneur en 2006. Il est rejoint par Franck Delcambre (entraîneur de la PRO féminine de 2008 à 2020) pour le développement technique du TTSQ.
Les équipes féminines et masculines se succèdent en Nationale 1, 2 et 3 depuis les années 80-90 avec notamment des joueuses et joueurs tels que Pascale Monier, Isabelle Preux, Christelle Fontaine, & Pascal Derche, Alain Paolucci, Alain Preux, Gérard Galaup, Frédéric Midelet, Pascal Nouvian et, plus récemment, Émeline Bauduin, Olivia Champoux, Jeanne Mathieu et Antoine Colson et Émilien Bourdon. La liste est très très longue.
Les jeunes obtiennent de belles performances avec des podiums aux Championnats de France et plusieurs sélections internationales : Virginie Quint (1988-1995), Magali Venant (1989-1992), Daniel Demagalhaes (1992), Julien Devaux (1993), Florian Venant (1993), Jean-Baptiste Carlier (1995), Christelle Ponchon (1998), Amandine Lebrun (1998), Clément Drop (2004), Aurore Dessaint (2007-2009), Mélanie Freytag (2012), Samuel Da Silva (2013-2017), Manon Colson, Mélanie Champoux et Noa Puchaux (2014), Corentin Bruyelle (2014-2015), Ugo Pieyre (2014), Léo Decroix (2015), Antoine Nasr (2016), Audrey Zarif (2016-2017), Loa-Line Frété (2016-2018), Lou Frété (2016-2018).
Les présidents se succèdent également : Claude Dive, Olivier Boulanger, Michel Regneault, Christophe Rivière, Jean-Louis Polard, Virginie Quint et Éric Hennemann.
Plusieurs manifestations internationales sont réalisées avec un énorme succès : France-Norvège 1984, France-Suède 1991, France-Belgique 1995, France-Yougoslavie 2000, ainsi que bon nombre de compétitions nationales : les Championnats de France Seniors 1986, un Top 24 Junior, le Critérium Fédéral de Nationale 2. Le club de tennis de table de Saint-Quentin possède à son actif de nombreuses victoires et titres. En effet, il a été vainqueur de la Coupe Nationale Bernard-Jeu 2017. De plus, il a été de très nombreuses fois désigné meilleur club de l’Aisne et a été sacré meilleur club de Picardie pour les résultats de ses jeunes.

## Effectif 2023-2024

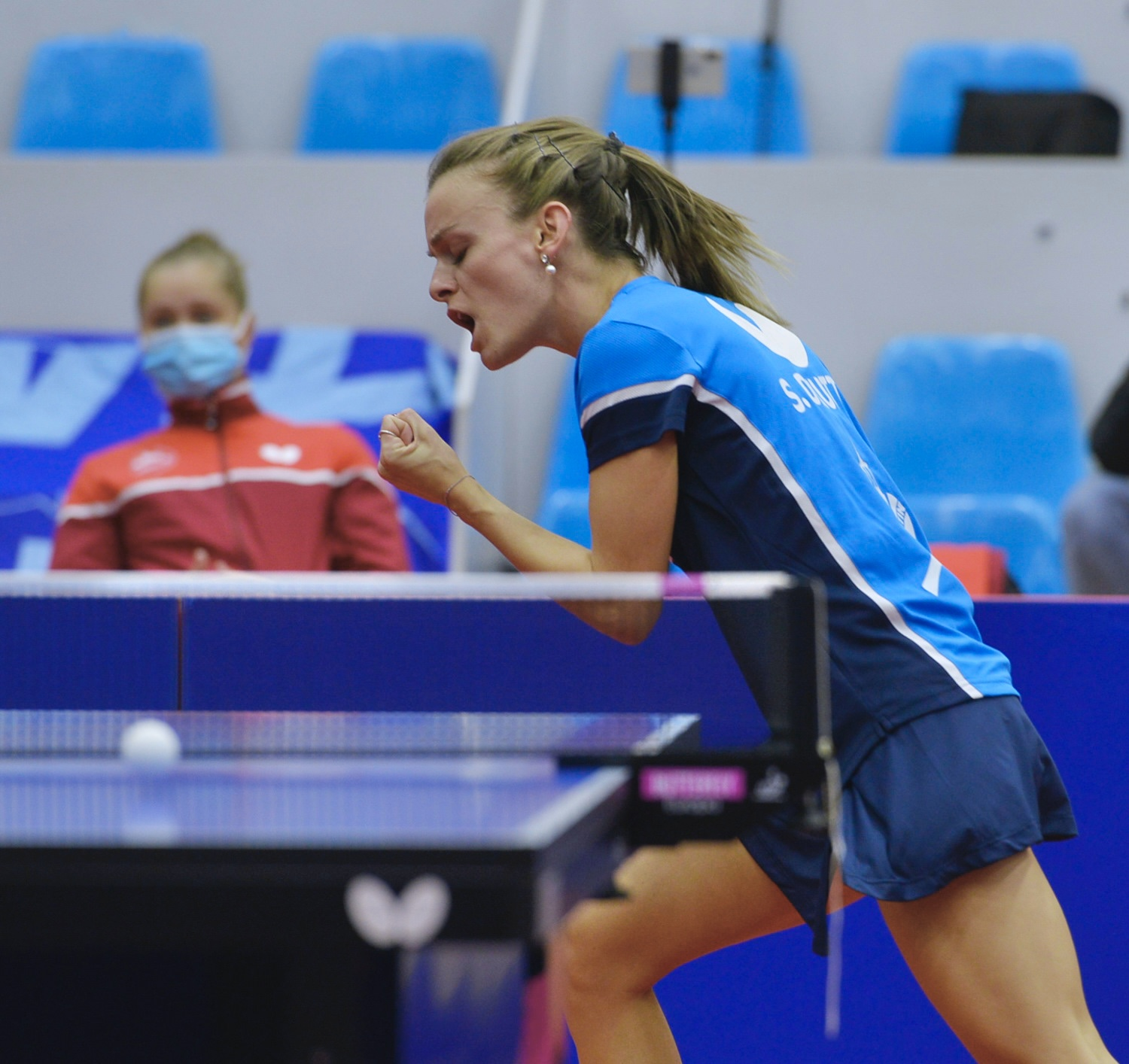
Sarah De Nutte de l'équipe féminine pro lors d'un match de championnat pro.

- Polina Mikhaylova
- Linda Bergström
- Daniela Dodean
- Camille Lutz
- Olga Mikhailova (entraîneuse)

## Palmarès
- Championnat de France de Pro A :
  - Champion en 2024
- Championnat de France de Pro B :
  - Vice-Champion en 2009
- Coupe d'Europe ETTU :
  - Demi-finaliste en 2013

Quelques chiffres clés :
TTSQ1 Dames en PRO : 
- 5 saisons en PRO B entre 2004/2005 et 2009
- 11ie saisons en PRO A depuis 2009-2010
- ½ finaliste de la Coupe ETTU en 2012-2013
- Championne d’automne PRO en 2016
- Vice-championne de France en 2017
- Meilleure équipe française PRO en 2019-2020
- Championne d'Europe en 2020 (historique pour une équipe française)

TTSQ2 Dames en Nationale 1 :
- 4 fois 1ère en NATIONALE 2
- 11 phases en N1 depuis 2010

TTSQ1 Messieurs en Nationale 1 : 
- 12 phases en N1 depuis 2012-2013
- 4 fois 1re en NATIONALE 2
- 9e saison consécutive en N1 en 2020-2021
- Meilleure équipe axonaise et deuxième meilleure équipe picarde depuis de nombreuses années

TTSQ2 Messieurs en Nationale 3 : 
- En N3 puis N2 depuis 2012-2013
- 5 phases en N3 dont deux fois 1re
- 11 phases en N2
- En N3 depuis 2020-2021

## Bilan par saison
| Saison    | Champ. | Cl                                              | Pts | J  | V  | N | D  | PP | Pc | Diff |
| --------- | ------ | ----------------------------------------------- | --- | -- | -- | - | -- | -- | -- | ---- |
| 2022-2023 | Pro A  | 4e (5e après playoff).                          | 39  | 10 | 3  | 0 | 7  | 21 | 23 | -2   |
| 2021-2022 | Pro A  | 1er (4e après playoff).                         | 30  | 11 | 9  | 0 | 2  | 30 | 20 | +10  |
| 2020-2021 | Pro A  | 3e                                              | 26  | 11 | 8  | 0 | 3  | 26 | 16 | +10  |
| 2019-2020 | Pro A  | 1er (poule A) (annulé en raison du coronavirus) | 21  | 7  | 7  | 0 | 0  | 21 | 10 | +11  |
| 2018-2019 | Pro A  | 3e (poule B)                                    | 32  | 12 | 10 | 0 | 2  | 32 | 20 | +12  |
| 2017-2018 | Pro A  | 7e                                              | 25  | 14 | 5  | 0 | 9  | 25 | 33 | -8   |
| 2016-2017 | Pro A  | Vice Champion                                   | 27  | 12 | 7  | 0 | 5  | 27 | 24 | +3   |
| 2015-2016 | Pro A  | 5e                                              | 27  | 14 | 5  | 3 | 6  | 37 | 35 | +2   |
| 2014-2015 | Pro A  | 6e                                              | 35  | 18 | 7  | 3 | 8  | 49 | 48 | +1   |
| 2013-2014 | Pro A  | 4e                                              | 36  | 18 | 5  | 8 | 5  | 49 | 51 | -2   |
| 2012-2013 | Pro A  | 7e                                              | 35  | 18 | 6  | 5 | 7  | 49 | 54 | -5   |
| 2011-2012 | Pro A  | 3e                                              | 38  | 16 | 10 | 2 | 4  | 50 | 33 | +17  |
| 2010-2011 | Pro A  | 6e                                              | 36  | 18 | 8  | 2 | 8  | 45 | 49 | -4   |
| 2009-2010 | Pro A  | 8e                                              | 27  | 18 | 2  | 5 | 11 | 33 | 62 | -29  |
| 2008-2009 | Pro B  | Dauphin                                         | 43  | 18 | 10 | 5 | 3  | 56 | 36 | +20  |
| 2007-2008 | Pro B  | 7e                                              | 33  | 18 | 7  | 2 | 8  | 45 | 51 | -6   |
| 2006-2007 | Pro B  | 5e                                              | 35  | 18 | 7  | 3 | 8  | 50 | 50 | 0    |
| 2005-2006 | Pro B  | 5e                                              | 31  | 16 | 4  | 7 | 5  | 45 | 44 | +1   |
| 2004-2005 | Pro B  | 7e                                              | 26  | 16 | 4  | 2 | 10 | 32 | 49 | -17  |

- Le TTSQ a écopé d'un point de pénalité en 2007-2008.

## Anciennes joueuses
- Virginie Quint
- Agathe Costes
- Yi Fang Xian
- Yu Meng Yu (no 27 mondial)
- Sanja Paukovic
- Martina Safran
- Ran Li Kath

- Mo Zhang
- Andreea Dragoman
- Aurore Le Mansec
- Audrey Zarif
- Sarah De Nutte